# رایزینگ سیتی (نبراسکا)
رایزینگ سیتی(به انگلیسی: Rising City) شهری در ایالت نبراسکا کشور ایالات متحده آمریکا است که جمعیت آن در سرشماری سال ۲۰۱۰ میلادی، ۳۷۴ نفر بوده‌است.